# Don't look back again
「Don't look back again」（ドント ルック バック アゲイン）は、日本のバンド・WAGの11枚目のシングル。

## 概要・解説
テレビ東京系列で放送されたテレビアニメ『最遊記RELOAD GUNLOCK』のオープニングテーマ。ちなみにWAGは、前作『吹きすさぶ風の中で』で『最遊記RELOAD』のエンディングテーマも担当しているため、今作によって『最遊記』アニメシリーズで唯一、オープニングとエンディングの両主題歌を歌ったアーティストになった。同時に「Don't look back again」の作曲・編曲を手掛けた徳永暁人は、doaとしても『最遊記RELOAD GUNLOCK』のエンディングテーマ「白の呪文」を担当しているため、オープニングとエンディングの両テーマソングの制作を手掛け、また歌手としても主題歌を歌った唯一のアーティストとなった。
ベースの南公祐が脱退後、4人編成のWAGでリリースした最初で最後のシングルとなった。

## 収録曲
1. Don't look back again
  - 作詞：WAG　作曲・編曲：徳永暁人
  - テレビ東京系アニメ『最遊記RELOAD GUNLOCK』オープニングテーマ
2. アニー
  - 作詞・作曲・編曲：WAG
3. I'll be
  - 作詞・作曲・編曲：WAG
4. Don't look back again -Instrumental-
  - 作曲・編曲：徳永暁人